# Roger Martínez
Roger Beyker Martínez Tobinson (ur. 23 czerwca 1994 w Cartagenie) – kolumbijski piłkarz występujący na pozycji skrzydłowego lub napastnika w argentyńskim klubie Racing Club de Avellaneda oraz w reprezentacji Kolumbii.
W swojej karierze grał także w takich zespołach jak Santamarina, Aldosivi, Jiangsu Suning oraz Villarreal CF. Znalazł się w kadrze na Copa América 2016 i Copa América 2019.